# دالاس ماكفيرسون
دالاس ماكفيرسون (بالإنجليزية: Dallas McPherson)‏ هو لاعب كرة قاعدة أمريكي، ولد في 23 يوليو 1980 في غرينزبورو في الولايات المتحدة.

## وصلات خارجية
- دالاس ماكفيرسون على موقع دوري كرة القاعدة الرئيسي (الإنجليزية)
- دالاس ماكفيرسون على موقعبيزبول رفرنس.كوم (الدوري الرئيسي) (الإنجليزية)
- دالاس ماكفيرسون على موقعبيزبول رفرنس.كوم (الدوري الثانوي) (الإنجليزية)
- دالاس ماكفيرسون على موقع إي إس بي إن.كوم (أم.أل.بي) (الإنجليزية)
- دالاس ماكفيرسون على موقع مشجعي الرسوم البيانية (الإنجليزية)